# Hell's Kitchen Italia (terza edizione)
La terza edizione del reality Hell's Kitchen Italia, composta da 8 puntate e 16 episodi, è andata in onda in prima serata su Sky Uno dal 4 ottobre al 22 novembre 2016, e in replica su TV8 dal 5 maggio 2017.
Carlo Cracco è stato confermato capocuoco ed è stato ancora affiancato da Luca Cinacchi come maître, mentre i nuovi sous-chef sono stati Sybil Carbone (seconda classificata nella prima edizione) e Mirko Ronzoni (vincitore della seconda edizione).
La vincitrice di questa edizione è stata Carlotta Delicato che si è aggiudicata un contratto come executive chef presso il JW Marriott Venice Resort & Spa, sull'isola delle Rose a Venezia.

## Concorrenti
| Nome                   | Età | Città                     | Posizione |
| ---------------------- | --- | ------------------------- | --------- |
| Carlotta Delicato      | 21  | Piedimonte San Germano    | 1º        |
| Guglielmo Romani       | 53  | Cavalese                  | 2º        |
| Kristian Simoni        | 22  | Asti                      | 3º        |
| Amalia Nichetti        | 41  | Lodi                      | 4º        |
| Shaban Muhameti        | 19  | Motta di Livenza          | 5º        |
| Giulio Sorrentino      | 36  | Palermo                   | 6º        |
| Aniello Impagliazzo    | 26  | Ischia                    | 7º        |
| Flavia Rosato          | 28  | Napoli                    | 8º        |
| Luca Zuntini           | 30  | San Giovanni in Persiceto | 9º        |
| Paola Fiorentino       | 42  | Positano                  | 10º       |
| Roberta Virgilio       | 36  | Dalmine                   | 11º       |
| Cinzia Tomassi         | 39  | Roma                      | 12º       |
| Giulio "Paolo" Paolini | 23  | Pistoia                   | 13º       |
| Antonio La Cava        | 19  | Roma                      | 14º       |
| Francesca Laici        | 23  | Roma                      | 15º       |
| Consuelo Scaglia       | 29  | Torino                    | 16º       |

### Tabella delle eliminazioni
|    |           |           |           |           |           |           |           |           | Squadre originali | Squadre originali | Primo cambio | Primo cambio | Secondo cambio | Secondo cambio | Terzo cambio | Terzo cambio | Quarto cambio | Quarto cambio | Quarto cambio | Quinto cambio | Individuale | Individuale | Individuale | Finale     |
| N. | Chef      | Chef      | Chef      | Chef      | Chef      | Chef      | Chef      | Chef      | 301               | 302               | 303          | 304          | 305            | 306            | 307          | 308          | 309           | 310           | 311           | 312           | 313         | 314         | 315         | 316        |
| -- | --------- | --------- | --------- | --------- | --------- | --------- | --------- | --------- | ----------------- | ----------------- | ------------ | ------------ | -------------- | -------------- | ------------ | ------------ | ------------- | ------------- | ------------- | ------------- | ----------- | ----------- | ----------- | ---------- |
| 1  |           |           |           |           |           |           |           | Carlotta  | SALVA             | PERD              | VINC         | PERD         | PERD           | VINC           | VINC         | IMM          | VINC          | IMM           | VINC          | VINC          | SALVA       | SALVA       | SALVA       | VINCITRICE |
| 2  |           |           |           |           |           |           |           | Guglielmo | SALVO             | VINC              | PERD         | PERD         | NOM            | VINC           | VINC         | NOM          | VINC          | IMM           | VINC          | IMM           | SALVO       | SALVO       | SALVO       | SECONDO    |
| 3  |           |           |           |           |           |           | Kristian  | Kristian  | SALVO             | VINC              | VINC         | MIGL         | PERD           | PERD           | PERD         | VINC         | PERD          | IMM           | NOM           | VINC          | NOM         | NOM         | SALVO       | TERZO      |
| 4  |           |           |           |           |           |           | Amalia    | Amalia    | SALVA             | PERD              | VINC         | PERD         | MIGL           | NOM            | PERD         | VINC         | NOM           | IMM           | PERD          | VINC          | NOM         | SALVA       | ELIM        |            |
| 5  |           |           |           |           |           |           | Shaban    | Shaban    | SALVO             | VINC              | PERD         | PERD         | NOM            | VINC           | VINC         | PERD         | VINC          | IMM           | VINC          | VINC          | SALVO       | ELIM        |             |            |
| 6  |           |           |           |           |           |           | Giulio    | Giulio    | NOM               | VINC              | NOM          | IMM          | MIGL           | VINC           | VINC         | PERD         | VINC          | NOM           | VINC          | ELIM          |             |             |             |            |
| 7  |           |           |           |           | Aniello   | Aniello   | Aniello   | Aniello   | SALVO             | VINC              | PERD         | PERD         | PERD           | VINC           | PERD         | VINC         | NOM           | IMM           | ELIM          |               |             |             |             |            |
| 8  |           |           |           |           | Flavia    | Flavia    | Flavia    | Flavia    | SALVA             | PERD              | VINC         | MIGL         | PERD           | PERD           | NOM          | VINC         | PERD          | ELIM          |               |               |             |             |             |            |
| 9  |           |           |           |           | Luca      | Luca      | Luca      | Luca      | SALVO             | VINC              | PERD         | PERD         | PERD           | VINC           | VINC         | NOM          | ELIM          |               |               |               |             |             |             |            |
| 10 |           |           |           | Paola     | Paola     | Paola     | Paola     | Paola     | NOM               | NOM               | VINC         | PERD         | NOM            | IMM            | ELIM         |              |               |               |               |               |             |             |             |            |
| 11 |           |           | Roberta   | Roberta   | Roberta   | Roberta   | Roberta   | Roberta   | SALVA             | IMM               | VINC         | PERD         | PERD           | ELIM           |              |              |               |               |               |               |             |             |             |            |
| 12 |           |           | Cinzia    | Cinzia    | Cinzia    | Cinzia    | Cinzia    | Cinzia    | SALVA             | NOM               | VINC         | NOM          | ELIM           |                |              |              |               |               |               |               |             |             |             |            |
| 13 |           | Paolo     | Paolo     | Paolo     | Paolo     | Paolo     | Paolo     | Paolo     | SALVO             | VINC              | PERD         | ELIM         |                |                |              |              |               |               |               |               |             |             |             |            |
| 14 |           | Antonio   | Antonio   | Antonio   | Antonio   | Antonio   | Antonio   | Antonio   | SALVO             | VINC              | ELIM         |              |                |                |              |              |               |               |               |               |             |             |             |            |
| 15 | Francesca | Francesca | Francesca | Francesca | Francesca | Francesca | Francesca | Francesca | SALVA             | ELIM              |              |              |                |                |              |              |               |               |               |               |             |             |             |            |
| 16 | Consuelo  | Consuelo  | Consuelo  | Consuelo  | Consuelo  | Consuelo  | Consuelo  | Consuelo  | ELIM              |                   |              |              |                |                |              |              |               |               |               |               |             |             |             |            |

     Concorrente eliminato
     Concorrente eliminato dopo nomination di Chef Cracco
     Concorrente eliminato senza essere nominato
     Concorrente eliminato dopo una sfida, non dopo il servizio
     Concorrente eliminato da Cracco durante il servizio
     Concorrente nominato e salvo
     Concorrente nominato da Cracco e salvo
     Concorrente immune da eliminazione
     Concorrente migliore della squadra nel servizio
     Concorrente vincitore della competizione
     Concorrente secondo finalista della competizione

## Dettaglio delle puntate

### Prima puntata
Data: martedì 04 ottobre 2016

#### Episodio 1
I 16 cuochi scelti da Chef Cracco entrano per la prima volta nel ristorante di Hell's Kitchen. Con 45 minuti han dovuto dimostrare di essere meritevoli di lavorare per lui preparando il loro piatto migliore.
I tre chef che son risultati peggiori alla prima prova hanno dovuto preparare la colazione per Chef Cracco. 
- Eliminati: Consuelo, squadra rossa.

#### Episodio 2
Le due brigate han dovuto dimostrare allo Chef di saper collaborare creando un piatto assieme. I concorrenti hanno avuto a disposizione sei cloches con degli ingredienti misteriosi da combinare per creare un piatto. La squadra vincente ha potuto godersi un aperitivo, mentre i perdenti rischieranno l'eliminazione.
- Squadra Vincente: Donne, rossa.

In seguito a quella prova le due squadre han dovuto affrontare il loro primo servizio. 
- Squadra Vincente: Uomini, blu.
- Eliminati: Francesca, squadra rossa.

### Seconda Puntata
Data: martedì 11 ottobre 2016
Episodio 3
I cuochi hanno dovuto valorizzare la cucina regionale dimostrando a Chef Cracco di essere bravi a distinguersi nella tradizione. L'eterna sfida tra Milano e Roma è entrata nel ristorante, che ha previsto un menu capitolino contro uno meneghino. Ai cuochi il compito di rendere omaggio ai piatti tipici senza deludere lo Chef.
- Squadra Vincente: Rossa, donne.
- Eliminati: Antonio, squadra blu.

#### Episodio 4
I cuochi hanno dovuto ricreare il piatto che unisce l'Italia intera, la pizza. Chef Cracco ha invitato al ristorante Simone Padoan, che dovrà stimolare i cuochi sulla preparazione di pizze gourmet. Questa è stata una prova importante che ha donato la giacca dell'immunità ad un concorrente. Dopo la prova, c'è stato un servizio serale con importanti ospiti, che ha interrotto il sogno di un cuoco. 
- Squadra Vincente: nessuna (servizio di cucina totalmente  chiuso in anticipo causa notevoli difficoltà da parte di entrambe le squadre).
- Eliminati: Paolo, squadra blu

### Terza Puntata
Data: martedì 18 ottobre 2016

#### Episodio 5
I cuochi sono stati messi alla prova da Chef Cracco, che ha verificato la conoscenza delle tecniche di cottura. Nel servizio vi sono due menu, uno interamente crudo e uno dove invece vi sono cibi cotti.
- Squadra Vincente: Rossa, donne.
- Eliminati: Cinzia squadra rossa.

#### Episodio 6
In questo episodio fanno incursione nel ristorante di "Hell's Kitchen" due ospiti, ovvero Mara Maionchi e Frank Matano, che affiancheranno rispettivamente la Squadra Rossa e la Squadra Blu.. Prima del servizio, i cuochi capiscono l'importanza di comunicare. Tra chef bendati e altri imbavagliati, le due brigate dovranno riuscire a replicare un piatto dello Chef Cracco.
- Squadra Vincente: Rossa, donne.
- Eliminati: Roberta, squadra rossa.

### Quarta Puntata
Data: martedì 25 ottobre 2016

#### Episodio 7
Per la prima prova, il ristorante ospita il giornalista Vittorio Castellani, detto Chef Kumalé, esperto di cucina etnica. I cuochi di entrambe le brigate hanno dovuto preparare dei menu con dei piatti street food.
- Squadra Vincente: Squadra blu
- Eliminati: Paola

#### Episodio 8
Chef Cracco ha valutato la capacità di mescolare le culture straniere con quella italiana. In palio c'è stata l'immunità dall'eliminazione in un servizio in cui ci sarà come ospite lo chef Pedro Miguel Schiaffino, esponente della cucina peruviana e sudamericana. Al menu sono stati aggiunti tre piatti.
- Squadra Vincente: Squadra Rossa
- Eliminati: Nessuno

### Quinta Puntata
Data: martedì 01 novembre 2016

#### Episodio 9
Ospite del ristorante di Carlo Cracco è l'esperto Carlo Spinelli, che ha portato degli ingredienti particolari e poco comuni: fiori, alghe, sali stranieri e insetti. Ai cuochi è toccato l'arduo compito di creare un piatto con questi ingredienti. ll menu del pranzo sarà basato sull'azzardo ed ha messo i cuochi con le spalle al muro. 
- Squadra Vincente: Blu.
- Eliminati: Luca, squadra rossa.

#### Episodio 10
I cuochi delle due brigate hanno trascorso un pomeriggio avventuroso nella campagna pavese, dove hanno dovuto creare un piatto gourmet raccogliendo ingredienti e cucinando in una situazione estrema. Una volta tornanti nelle cucine di Hell's Kitchen, lo Chef Cracco ha convocato individualmente i cuochi di entrambe le brigate per conoscerli meglio e capire chi di loro merita l'immunità: una situazione al limite che ha costretto due cuochi a prendere per mano la loro brigata.
- Squadra Vincente: Rossa.
- Eliminati: Flavia, squadra rossa.

### Sesta Puntata
Data: martedí 08 novembre 2016

#### Episodio 11
I cuochi, come prima prova, devono tornare bambini creando un piatto a testa prendendo spunto da un giocattolo. A trionfare nella prova è la squadra blu.
Nel servizio del pranzo i cuochi hanno creato un piatto a testa da inserire in un menu, i clienti avrebbero potuto scegliere e poi votare con un'app il menu. Nonostante il menu rosso fosse il più scelto riceve meno stelle portando la squadra alla sconfitta.
- Squadra vincente: squadra blu
- Eliminati: Aniello, squadra rossa

#### Episodio 12
I 6 chef rimasti sentono profumo di giacca nera, infatti nella prima prova i concorrenti dovranno preparare un risotto che rispecchi la loro identità, mentre Cracco, Mirko, e Sybil prepareranno un risotto per ogni concorrente rispecchiando quello che vedono loro.
La prova si conclude con Guglielmo migliore della squadra blu e Shaban (passato per questo servizio) migliore della squadra rossa.
I due devono preparare un piatto usando ingredienti prettamente neri, Guglielmo ottiene la prima giacca nera.
Nel servizio i cuochi sono assistiti ed osservati da Bottura.
Alla fine vengono consegnate le giacche nere restanti' in ordine a Carlotta, Shaban, Kristian ed Amalia.
- Squadra vincente: nessuna.
- Eliminati: Giulio, squadra blu.

### Settima Puntata - Semifinale
Data: martedì 15 novembre 2016

#### Episodio 13
Dopo una serata "d'eccessi" i cuochi han dovuto preparare dei piatti detox: ospite della puntata è stato il docente universitario Pierangelo Dacrema. Il primo servizio in giacca nera vede un menu con i migliori piatti delle tre edizioni di "Hell's Kitchen Italia", e a sfidare i cuochi ci saranno i migliori delle prime due edizioni: Chiara, Chang, Eleonora, Sybil e Mirko.

#### Episodio 14
Chef Cracco ha portato i cuochi a lavorare al refettorio ambrosiano, un progetto benefico gestito da Massimo Bottura. I cuochi hanno dovuto preparare un menu evitando gli sprechi. In serata, i concorrenti hanno dovuto affrontare un servizio eseguito secondo le regole del banchetto (quindi con tutti i piatti che devono uscire insieme ad ogni portata), andato decisamente male, e non c'è stato nessun immune che ha potuto considerarsi salvo.
- Eliminato: Shaban

### Ottava Puntata - Finale
Data: martedì 22 novembre 2016

#### Episodio 15
In gara son rimasti gli ultimi quattro cuochi, che hanno dovuto dimostrare quattro modi di intendere la cucina. Sono ormai gli ultimi rimasti in gara. Durante il servizio ciascun cuoco a turno deve dimostrare la propria capacità di leadership, e il posto in brigata di chi prova a comandare viene preso da Mirko.
- Eliminato: Amalia

#### Episodio 16
I tre finalisti hanno ricevuto una sorpresa venendo portati da Chef Cracco presso un hotel di lusso, l'hotel Chesa Colani di Madulain. Lì hanno dovuto realizzare due piatti classici della cucina internazionale. Uno di loro però ha dovuto abbandonare la cucina di "Hell's Kitchen" a un passo dall'ultimo servizio, quello che ha definito il nuovo Executive Chef.
- Eliminato: Kristian
- 2* classificato: Guglielmo
- Vincitore: Carlotta

## Ascolti
| Puntata      | Episodio | Sky Uno          | Sky Uno        | Sky Uno | Fonte                                              |
| Puntata      | Episodio | Messa in onda    | Telespettatori | Share   | Fonte                                              |
| ------------ | -------- | ---------------- | -------------- | ------- | -------------------------------------------------- |
| 1            | 1        | 04 ottobre 2016  | 674.567        | -       |                                                    |
| 1            | 2        | 04 ottobre 2016  | 590.225        | -       |                                                    |
| 2            | 3        | 11 ottobre 2016  | 411.515        | -       | Archiviato il 12 ottobre 2016 in Internet Archive. |
| 2            | 4        | 11 ottobre 2016  | 376.724        | -       | Archiviato il 12 ottobre 2016 in Internet Archive. |
| 3            | 5        | 18 ottobre 2016  | 332.000        | 1,19%   |                                                    |
| 3            | 6        | 18 ottobre 2016  | 272.000        | 1.09%   |                                                    |
| 4            | 7        | 25 ottobre 2016  | 277.000        | 1,00%   |                                                    |
| 4            | 8        | 25 ottobre 2016  | 308.000        | 1,20%   |                                                    |
| 5            | 9        | 01 novembre 2016 | 429.206        | -       |                                                    |
| 5            | 10       | 01 novembre 2016 | 423.370        | -       |                                                    |
| 6            | 11       | 08 novembre 2016 | 437.279        | -       |                                                    |
| 6            | 12       | 08 novembre 2016 | 505.045        | -       |                                                    |
| 7 Semifinale | 13       | 15 novembre 2016 | 480.020        | -       |                                                    |
| 7 Semifinale | 14       | 15 novembre 2016 | 488.832        | -       |                                                    |
| 8 Finale     | 15       | 22 novembre 2016 | 535.299        | -       |                                                    |
| 8 Finale     | 16       | 22 novembre 2016 | 553.632        | -       |                                                    |

## Curiosità
- La finale di questa edizione risulta essere la più seguita di tutte le edizioni.